# Крымов, Владимир Пименович
Владимир Пименович Крымов (7 (19) июля 1878, Динабург, Витебская губерния, Российская империя — 6 марта 1968, Шату, Франция) — русский прозаик и предприниматель, издатель.

## Биография
Происходил из старообрядческой семьи (гордился, что в числе его предков — протопоп Аввакум). Окончил Двинское реальное училище (1888—1896). В 1908 году окончил с отличием Петровскую сельскохозяйственную академию. После окончания академии занимался делами своих родственников-лесопромышленников — в Сибири, Северо-Западном крае, на Южном Урале.  
В 1900 году под сильным влиянием Ф. Ницше начал писать рассказы.  
В начале 1908 года Крымов переехал в Киев, потом в Харьков, где в 1909 году под псевдонимом H. Н. Тавридин выпустил книгу «Здесь. Психологические этюды», куда вошли его ранние рассказы. В 1903 году Крымов впервые выезжал за границу (Австрия — Швейцария — Франция).  
В июле 1908 года отправился в большое путешествие по Европе и Америке. Занимался различными видами коммерции. Поездки Крымова прежде всего как коммивояжера стали материалом для его путевых очерков.  
В 1910 году переехал в Петербург, купив дом на Каменном острове. Впоследствии стал коммерческим директором «Нового времени». Публиковал под псевдонимом Момус, Эпикур, Глобтроттер, Cosmopolite в газетах «Новое время», «Вечернее время», «Русское слово», «Свет» многочисленные заметки, фельетоны о светской жизни. Пользуясь положением журналиста, завёл знакомства с петербургской аристократией. Издавал иллюстрированный журнал «Столица и усадьба».  
Издал первую книгу по материалам своих путешествий «О рулетке Монте-Карло, Южной Америке, гастрономии, модах и о прочем» (четыре издания: 1912, 1917), в которую вошли путевые очерки Крымова, представлявшие собой опыт популярной географии и истории. В 1914 году издал вторую книгу путевых очерков «В стране любви и землетрясений, странные рассказы и прочее». 
В годы Первой мировой войны Крымов активно занимался различной коммерческой деятельностью, в том числе поставками американских автомобилей «Паккард» для русской армии. Сразу же после Февральской революции революции 1917 года Крымов перевёл весь свой капитал в Швецию и в апреле 1917 года вместе с женой отправился через Японию в кругосветное путешествие. Уже после его отъезда в издательстве журнала «Столица и усадьба» вышла третья книга Крымова о путешествиях — «Чтобы жизнь была не так печальна…» (1917). В июле 1918 года Крымов отправился на пароходе в Сан-Франциско, оттуда — в Лос-Анджелес и Нью-Йорк, через Центральную Америку и Марокко приехал в Европу (1920). 
В начале 1921 года поселился в Берлине. Здесь вышла его книга «Богомолы в коробочке» — очерки двух кругосветных путешествий (1921; 2-е издание под названием «Радость бытия», Берлин, 1923). С марта 1921 года Кымов стал владельцем и редактором газеты «Голос России». Вскоре отошёл от журналистики. Издал две книги рассказов «Странные рассказы» (1921), «Город-сфинкс» (1922). Начал осуществлять замысел большого автобиографического романа — глава из него «Детство Аристархова» (1924) и первоначальный вариант — «Бог и деньги» (1926). Окончательный вариант — трилогия «За миллионами» («Сидорово учение», «Хорошо жили в Петербурге», «Дьяволенок под столом» (все три — 1933), в которых «ярко и живо изображен быт дореволюционной русской провинции, раскольничьих сёл, светского, делового и чиновничьего Петербурга, парижской эмиграции». 
В 1933 году Крымов переехал во Францию (его жена Берта Владимировна Ловянова (1904-1982) была еврейкой). Купил под Парижем виллу, ранее принадлежавшую Максу Линдеру.
Прототип Парамона Ильича Корзухина в пьесе Михаила Булгакова «Бег».

## «За миллионами»
Наиболее популярным произведением Крымова стала трилогия «За миллионами», переведённая также на английский язык. В первой части трилогии — «Сидорово учение» — автор описывает, как богатый старовер учит своего племянника добывать деньги; во второй части — «Хорошо жили в Петербурге» — даёт негативную картину мира дельцов в столице России перед Первой мировой войной и во время войны; «Дьяволёнок под столом» (1933) — продолжение трилогии на эмигрантском материале. Роман «Фуга» (1935) рассказывает о том же герое, что и трилогия, дополняя её.